# Sílvia Sangirardi
Sílvia Helena Bechuath Sangirardi (Rio de Janeiro, 23 de julho de 1946 — Rio de Janeiro, 8 de junho de 1999), foi uma figurinista e cenógrafa brasileira.

## Biografia
Filha da apresentadora e jornalista Helena Sangirardi e do escritor e publicitário Angelo Bourroul Sangirardi.
Considerada uma das melhores figurinistas do país, na década de 1970 seria premiada pela Associação Paulista de Críticos de Arte por seu trabalho na peça "O Seminarista". Faria outros trabalhos teatrais de destaque tais como: É... (1977), A Bruxinha que Era Boa (1983), O Beijo no Asfalto (1984), A Bandeira dos Cinco Mil Réis (1986) e Autofalante (1994).
Trabalhou na Rede Globo de Televisão entre 1979 até 1986. Nesta emissora foi o responsável por criar o figurino do show "A todo vapor", da cantora Gal Costa
Escreveu dois livros de poemas: "Guache na vida" e "A curva do tempo", cujas capas foram feitas respectivamente por Chico Caruso e Chico Buarque.
Nos últimos anos de vida dedicou-se a astrologia.
Foi casada com o ator Antônio Pedro. Faleceu devido a complicações provocadas por uma leucemia, em 1999.